# Bittacus smithersi
Bittacus smithersi is een schorpioenvlieg uit de familie van de hangvliegen (Bittacidae). De wetenschappelijke naam van de soort is voor het eerst geldig gepubliceerd door Londt in 1972.
De soort komt voor in Zuid-Afrika.